# Sidney Wagner
Sidney Wagner, A.S.C., né le 13 janvier 1901 dans le Comté d'Orange (lieu indéterminé ; Californie), décédé le 7 juillet 1947 dans le Comté d'Orange (lieu indéterminé ; Californie), est un directeur de la photographie américain.

## Biographie
Entre 1924 et 1947, Sidney Wagner est chef opérateur sur soixante-neuf films américains, dont des westerns. Il mène essentiellement sa carrière à la Fox et surtout, à la MGM (à partir de 1934).
Parmi ses films les mieux connus, mentionnons Des hommes sont nés de Norman Taurog (1938, avec Spencer Tracy et Mickey Rooney), Le Grand Passage de King Vidor (1940, avec Spencer Tracy, Robert Young et Walter Brennan), Les Fils du dragon de Jack Conway et Harold S. Bucquet (1944, avec Katharine Hepburn et Walter Huston), ou encore Le facteur sonne toujours deux fois de Tay Garnett (version de 1946, avec Lana Turner et John Garfield).
Le dernier film de Sidney Wagner est L'Heure du pardon de Roy Rowland (avec Van Johnson, Janet Leigh — son premier rôle au cinéma — et Thomas Mitchell), sorti le 4 août 1947, quasiment un mois après sa mort prématurée, d'une crise cardiaque.
Le Grand Passage et Les Fils du dragon, pré-cités, lui valent chacun une nomination à l'Oscar de la meilleure photographie (voir détails ci-dessous).

## Filmographie partielle
Comme directeur de la photographie, sauf mention contraire
- 1927 : The Gay Retreat de Benjamin Stoloff
- 1928 : Cadets glorieux (Prep and Pep) de David Butler
- 1929 : À fond de cale (Masked Emotions) de David Butler
- 1931 : L'Ennemi public (The Public Enemy) de William A. Wellman (photographie de seconde équipe)
- 1933 : The Power and the Glory de William K. Howard (cadreur)
- 1933 : Paddy the Next Best Thing d'Harry Lachman (cadreur)
- 1934 : Jours heureux (Hide-Out) de W.S. Van Dyke
- 1934 : The Fighting Ranger (en) de George B. Seitz
- 1935 : Poursuite (Pursuit) d'Edwin L. Marin
- 1935 : Les Révoltés du Bounty (Mutiny on the Bounty) de Frank Lloyd
- 1936 : Le Chant des cloches (Sins of Man) d'Otto Brower et Gregory Ratoff
- 1936 : Sous deux drapeaux (Under Two Flags) de Frank Lloyd (photographie additionnelle)
- 1936 : Dix ans de mariage (To Mary – with Love) de John Cromwell
- 1936 : Under Your Spell d'Otto Preminger
- 1937 : Fair Warning (en) de Norman Foster
- 1937 : One Mile for Heaven d'Allan Dwan
- 1938 : Des hommes sont nés (Boys Town) de Norman Taurog
- 1938 : Joaquin Murrieta de Fred M. Wilcox (court métrage)
- 1938 : Un conte de Noël (A Christmas Carol) d'Edwin L. Marin
- 1939 : Stanley et Livingstone (Stanley and Livingstone) d'Henry King et Otto Brower (photographie additionnelle)
- 1939 : Let Freedom Ring (en) de Jack Conway
- 1939 : Le Kid du Texas (The Kid from Texas) de S. Sylvan Simon
- 1939 : Henry goes Arizona d'Edwin L. Marin
- 1940 : Le Grand Passage (Northwest Passage) de King Vidor
- 1940 : La Jeunesse d'Edison (Young Tom Edison) de Norman Taurog
- 1940 : André Hardy va dans le monde (Andy Hardy meets Debutante) de George B. Seitz
- 1940 : Alfalfa's Double d'Edward L. Cahn
- 1940 : Sporting Blood de S. Sylvan Simon
- 1940 : Orgueil et Préjugés (Pride and Prejudice) de Robert Z. Leonard (photographie additionnelle)
- 1940 : Gallant Sons de George B. Seitz
- 1941 : Blonde Inspiration de Busby Berkeley
- 1941 : The Get-Away d'Edward Buzzell
- 1941 : Whistling in the Darkde S. Sylvan Simon
- 1941 : Kathleen d'Harold S. Bucquet
- 1941 : I'll Wait for You de Robert B. Sinclair
- 1942 : Tortilla Flat de Victor Fleming
- 1942 : The Omaha Trail d'Edward Buzzell
- 1942 : Les Aventures de Tarzan à New York (Tarzan's New York Adventure) de Richard Thorpe
- 1942 : Born to Sing d'Edward Ludwig
- 1942 : Panama Hattie de Norman Z. McLeod, Roy Del Ruth et Vincente Minnelli (photographie additionnelle)
- 1942 : Apache Trail de Richard Thorpe
- 1943 : Bataan de Tay Garnett
- 1943 : Un petit coin aux cieux (Cabin in the Sky) de Vincente Minnelli et Busby Berkeley
- 1943 : Le Héros du Pacifique (The Man from Down Under) de Robert Z. Leonard
- 1943 : A Stranger in Town de Roy Rowland
- 1943 : La Croix de Lorraine (The Cross of Lorraine) de Tay Garnett
- 1944 : Les Fils du dragon (Dragon Seed) de Jack Conway et Harold S. Bucquet
- 1944 : Rationing de Willis Goldbeck
- 1945 : The Sailor takes a Wife de Richard Whorf
- 1945 : This Man's Navy de William A. Wellman
- 1946 : Le facteur sonne toujours deux fois (The Postman always rings Twice) de Tay Garnett
- 1947 : L'Île enchantée (High Barbaree) de Jack Conway
- 1947 : Sénorita Toréador (Fiesta) de Richard Thorpe
- 1947 : L'Heure du pardon (The Romance of Rosy Ridge) de Roy Rowland

## Récompenses et distinctions

### Nominations
- Oscar de la meilleure photographie :
  - En 1941, catégorie couleur, pour Le Grand Passage (nomination partagée avec William V. Skall) ;
  - Et en 1945, catégorie noir et blanc, pour Les Fils du dragon (nomination).